# Havárie elektrárny Jaslovské Bohunice A1

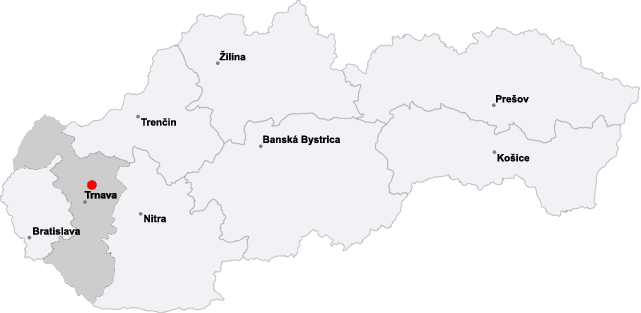
Poloha Jaslovských Bohunic

V jaderné elektrárně Jaslovské Bohunice A1 došlo za jejího provozu ke dvěma závažným jaderným haváriím. První havárie v lednu 1976 sice nezpůsobila vážný únik radioaktivity, ale uniklý oxid uhličitý zabil dvě osoby. Druhá havárie v únoru 1977 se odehrála při zavážení čerstvého paliva za provozu reaktoru a byla na Mezinárodní stupnici jaderných událostí ohodnocena stupněm 4 (havárie bez vážnějšího vlivu na okolí). V průběhu havárie došlo k poškození jaderného paliva, jeho korozi a úniku radiace do prostoru elektrárny.

## Havárie v lednu 1976
První vážnou událostí byla havárie, která se odehrála 5. ledna 1976. Při výměně palivového souboru došlo k neplnohodnotnému uzamčení těsnicí zátky palivové kazety. Ta byla po odstykování zavážecího stroje od reaktoru tlakem chladiva vymrštěna z reaktoru do prostoru reaktorového sálu a do prostoru začal unikat oxid uhličitý. Později se ukázalo, že vlivem chyby montáže těsnicí zátky v dílně palivových článků v elektrárně nebyl možný úplný pohyb kulisového mechanismu těsnicí zátky a nedošlo k úplnému vysunutí zajišťovacích kamenů v technologickém kanále reaktoru. Na požadavek inženýra pověřeného řízením likvidace havárie se pracovník transportně technologické části reaktoru Viliam Pačes, jištěný dozimetristou Milanem Antolíkem, s dýchacím přístrojem a v ochranném oděvu vrátil do reaktorového sálu a zavážecím strojem najel zpět na otevřený palivový kanál a uzavřel jej. Protože vystřelený palivový soubor byl čerstvý, nedošlo k významnějšímu úniku radioaktivních produktů štěpení ani k ozáření osob. Uniklý oxid uhličitý (těžší než vzduch) však zaplavil spodní prostory reaktorovny, v důsledku čehož se udusili dva pracovníci elektrárny: Libor Benda (57) a Izidor Ferech (52). Milan Antolík a Viliam Pačes obdrželi v roce 1987 za svoji obětavost od Lubomíra Štrougala státní vyznamenání a 1. ledna 2008 i vysoké slovenské státní vyznamenání - Kríž Milana Rastislava Štefánika III. třídy - od prezidenta Ivana Gašparoviče.

## Havárie v únoru 1977
K druhé havárii na reaktoru A-1 došlo 22. února 1977 při výměně palivového článku. Při přípravě čerstvého palivového článku si pracovníci dílny palivových článků všimli, že sáček se silikagelem, který se do článků vkládal jako absorbér vlhkosti v době jejich uskladnění, je roztržený a kuličky silikagelu vysypané do palivové kazety. Silikagel povysávali, ale nevšimli si, že část z nich uvázla uvnitř souboru v distančních mřížkách. Po zavezení palivového souboru do reaktoru nemohlo chladicí médium volně proudit a lokální přehřívání způsobilo roztavení palivových proutků a propálení kesonové roury těžkovodní nádoby moderátoru. Tím došlo k průniku moderátoru (těžké vody) do primárního okruhu a v důsledku toho k rychlému nárůstu vlhkosti, které následně vedlo k rychlému poškození pokrytí paliva nacházejícího se v reaktoru. Primární okruh byl silně kontaminován štěpnými produkty, přičemž v důsledku netěsností parogenerátorů byl částečně kontaminován i sekundární okruh.
Tato nehoda byla na sedmistupňové Mezinárodní stupnici jaderných událostí ohodnocena stupněm 4. Šlo o nejzávažnější nehodu jaderné elektrárny v bývalém Československu.
V důsledku nehody byl provoz jaderné elektrárny A-1 ukončen a byla zahájena její likvidace, naplánovaná až do roku 2050.